# 사샤 클레멘츠
사샤 클레멘츠(Sasha Clements, 1990년 3월 14일 ~ )는 캐나다의 배우이다.

## 출연 작품
- 루키 블루 (Rookie Blue, 2011년)
- 로스트 걸 (Lost Girl, 2012년)
- 라이프 위드 보이스 (Life with Boys, 2012년)
- 데그라시: 더 넥스트 제너레이션 (Degrassi: The Next Generation, 2015년)